# Мале Балувкі
Мале Балувкі (пол. Małe Bałówki, нім. Klein Ballowken) — село в Польщі, у гміні Кужентник Новомейського повіту Вармінсько-Мазурського воєводства.
Населення — 220 осіб (2011).
У 1975-1998 роках село належало до Торунського воєводства.

## Демографія
Демографічна структура станом на 31 березня 2011 року:
|          | Загалом | Допрацездатний вік | Працездатний вік | Постпрацездатний вік |
| -------- | ------- | ------------------ | ---------------- | -------------------- |
| Чоловіки | 114     | 33                 | 75               | 6                    |
| Жінки    | 106     | 25                 | 68               | 13                   |
| Разом    | 220     | 58                 | 143              | 19                   |